# ولجة
الولجة هي شكل تضاريسي ساحلي مجاور للبحر منتشر بالسواحل الأطلسية الشمالية الغربية للقارة الإفريقية، وخاصة في المغرب، وهي عبارة عن سهل ساحلي طولي على هيئة منخفض يتراوح عرضه بين 200 و800 متر، يحده من جهة المحيط الأطلسي جرف بحري حي، ومن جهة القارة جرف ميت منحوت على التكوينات الرباعية القديمة يعرف بالجرف الولجي لأنه تشكل خلال قمة الغمر البحري الولجي، وهو الجرف الأكثر بروزا ووضوحا على طول سواحل المنطقة. تغطي هذه المنخفضات تربات رملية كلسية تُستغل عادة في زراعة البقليات. 

## النشأة
الولجة جيمورفلوجيا هي حقبة من حقب الزمن الرباعي الساحلي، وتطلق هذه التسمية على المناطق التي ترجع للحقبة الجيولوجية للزمن الولجي.

## الاستغلال
عادة ما تكون الولجة عبارة عن سطح رملي صالح للزراعة، خاصة الزراعات المسقية مثل زراعة البقوليات الموجهة للتصدير في المغرب الذي عمل على تجفيف وتهيئة هذه المناطق فلاحيا. 

## أمثلة
- ولجة الوليدية
- ولجة الرباط سلا
- ولجة شتوكة